# Аттенборо (Ноттингемшир)
А́ттенборо (англ. Attenborough) — поселение в Англии, район Брокстоу графства Ноттингемшир, ныне — пригород Ноттингема. Население: 2328 жителей (2011 год).

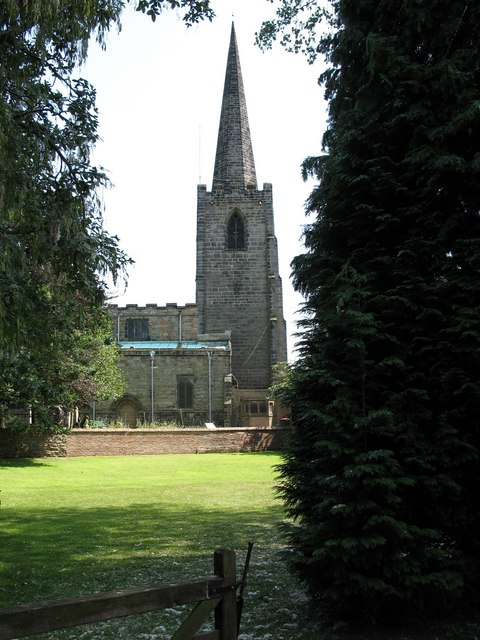
Церковь Святой Марии

## История
В саксонские времена поселение носило название Аденсбург (др.-англ. Addensburgh). В этих местах родился Генри Айртон — генерал времён гражданской войны.
На кладбище церкви Святой Марии похоронены 134 жертвы взрыва на патронной фабрике в Чилвелле, произошедшем 1 июля 1918 года (крупнейшем по числу жертв в материковой Британии, 8 тонн т. э.).

## Достопримечательности
- Приходская церковь Святой Марии на берегу реки Трент. Первое упоминание в 964 году, существующее каменное здание построено до 1042 года.

## Заповедник
Рядом находится заповедник Аттенборо, 145 га, расположенный на месте старых гравийно-песочных карьеров. Выработанные карьеры затоплены водой и стали местом обитания большого числа птиц.